# Società Sportiva Formia 1979-1980
Questa voce raccoglie le informazioni riguardanti la Società Sportiva Formia nelle competizioni ufficiali della stagione 1979-1980.

## Rosa
| N. |                   | Ruolo | Calciatore           |
| -- | ----------------- | ----- | -------------------- |
|    | Italia (bandiera) | C     | Antonino Arena       |
|    | Italia (bandiera) | A     | Massimo Bergomi      |
|    | Italia (bandiera) | C     | Gabriele Canneori    |
|    | Italia (bandiera) | A     | Giuseppe Capodiferro |
|    | Italia (bandiera) | C     | Andrea Chiappini     |
|    | Italia (bandiera) | A     | Michele Citro        |
|    | Italia (bandiera) | D     | Sergio D'Acunto      |
|    | Italia (bandiera) |       | Di Nardo             |
|    | Italia (bandiera) | P     | Pierluigi Di Nucci   |
|    | Italia (bandiera) | D     | Giovanni Di Tommeso  |
|    | Italia (bandiera) | P     | Renzo Evangelista    |

| N. |                   | Ruolo | Calciatore            |
| -- | ----------------- | ----- | --------------------- |
|    | Italia (bandiera) | A     | Giampiero Forte       |
|    | Italia (bandiera) | C     | Franco Guadagni       |
|    | Italia (bandiera) | C     | Luigi Iodice          |
|    | Italia (bandiera) | C     | Antonio Orticelli     |
|    | Italia (bandiera) | D     | Rocco Antonio Parasmo |
|    | Italia (bandiera) | A     | Piero Parisella       |
|    | Italia (bandiera) | C     | Vincenzo Parisi       |
|    | Italia (bandiera) | D     | Massimo Pezzini       |
|    | Italia (bandiera) | C     | Ilario Rufi           |
|    | Italia (bandiera) | D     | Bruno Sepe            |